# Horváth Csenge (modell)
Horváth Csenge (2003. január 1. –) magyar modell, influenszer. Horváth László táncművész és Fésűs Nelly színésznő lánya.

## Élete
Kamerák előtt nőtt fel, korán kezdett szerepelni a televízióban és az újságokban. Egy ideig az ELTE anglisztika szakára járt, tervezői karrierben gondolkodott, később divat- és textiltervezést szeretne tanulni. Tanulmányai mellett zenés műsorokban is feltűnt, például A Nagy Duett és a Sztárban sztár +1 kicsi szereplőjeként. Kb. 18 éves korától aktív modellként dolgozik, egy divatmárka arcaként és Kárpáti Rebeka ruhabolt kampányában is szerepelt. 
Hosszú ideje párkapcsolatban élt Patrikkal, akivel együtt jelentek meg vörös szőnyeges eseményeken is – Patrik idősebb volt nála 5 évvel, Csenge édesapja is támogatta a kapcsolatukat.

## Televíziós szereplései
| Műsor                   | Csatorna | Időpont | Szerep                          |
| ----------------------- | -------- | ------- | ------------------------------- |
| Kismenők                | TV2      | 2016    | Versenyző                       |
| Sztárban sztár +1 kicsi | TV2      | 2018    | Versenyző (duó Hevesi Tamással) |
| Totem                   | TV2      | 2021    | Versenyző                       |
| Kalandra fal!           | RTL      | 2024    | Versenyző                       |
| Zsákbamacska            | TV2      | 2024    | VIP vendég                      |
| A Nagy Duett            | TV2      | 2025    | Mentor/támogató                 |
| Szerencsekerék          | TV2      | 2025    | Vendég                          |
| Legyen Ön is milliomos! | TV2      | 2025    | Sztárvendég                     |